# Îles Sœurs
Les Îles Sœurs sont deux îles granitiques appartenant aux îles Intérieures de l'archipel des Seychelles. Elles sont situées au nord de La Digue et comprennent :

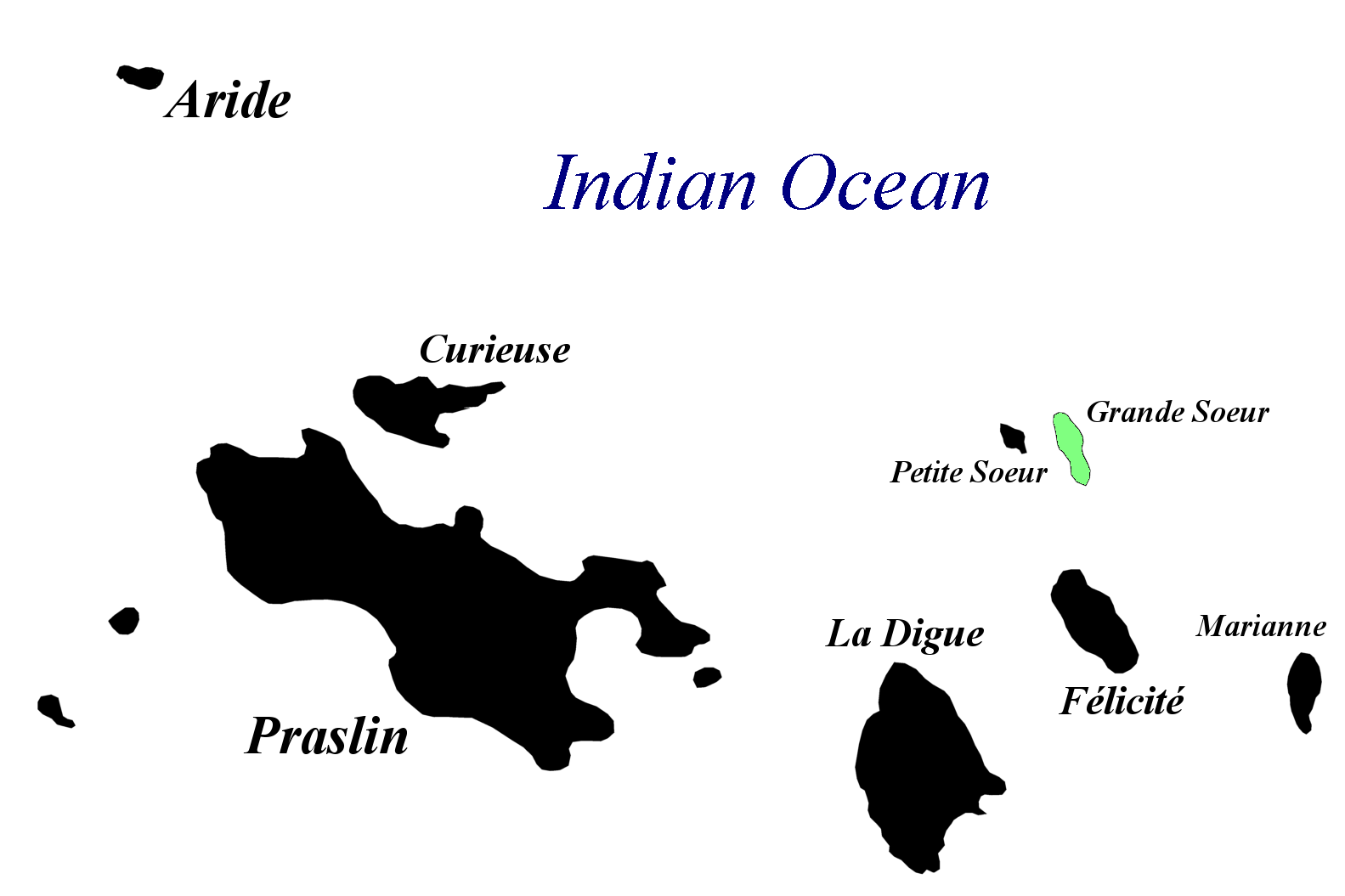
Carte montrant la localisation des Îles Sœurs

- Grande Sœur, 0,84 km2, 4° 27′ 22″ S, 55° 51′ 47″ E
- Petite Sœur, 0,34 km2, 4° 27′ 22″ S, 55° 50′ 55″ E